# Albert Ritchie

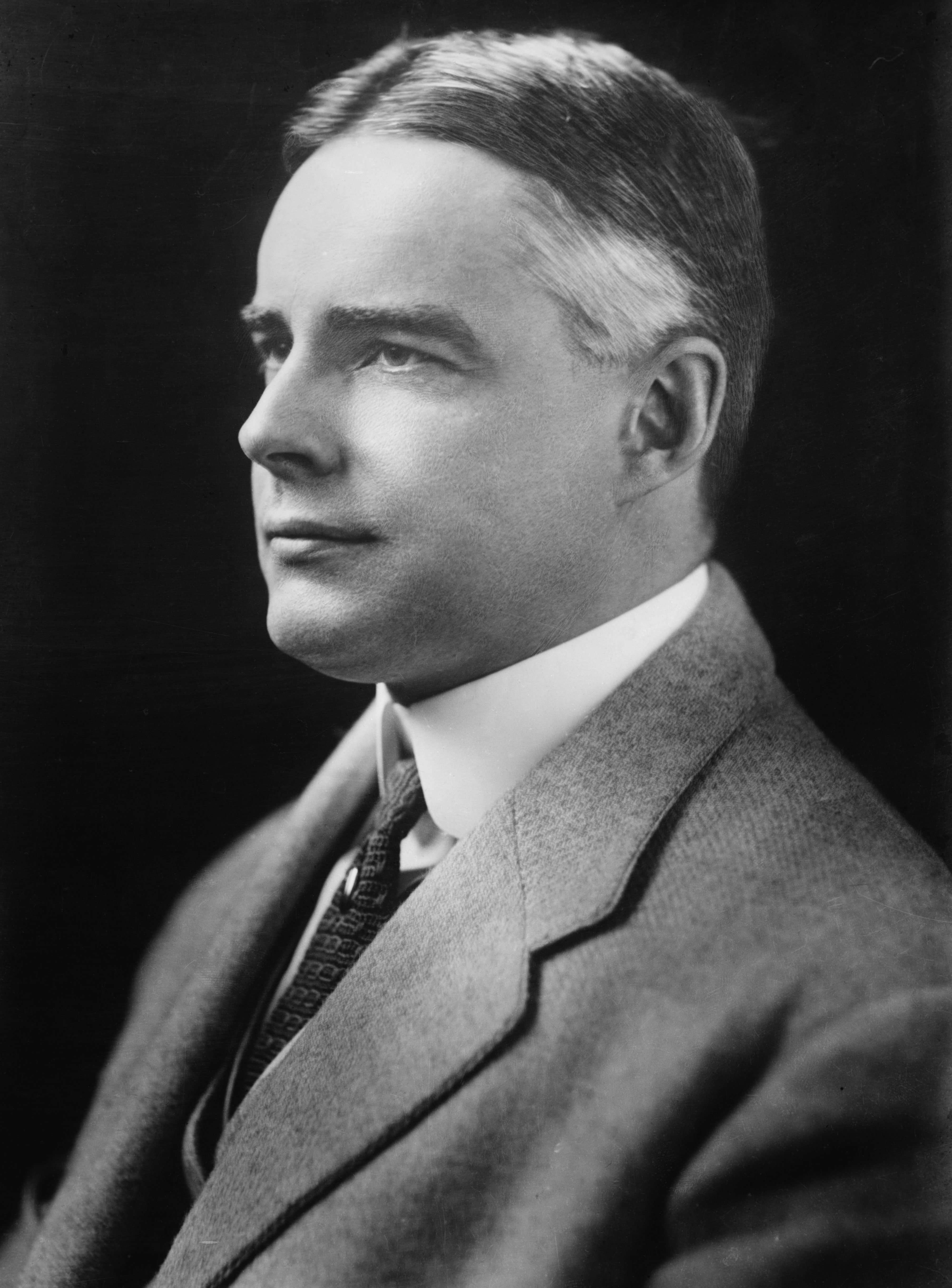
Albert Ritchie

Albert Cabell Ritchie (* 29. August 1876 in Richmond, Virginia; † 24. Februar 1936 in Baltimore, Maryland) war ein US-amerikanischer Politiker (Demokratische Partei) und von 1920 bis 1935 Gouverneur des Bundesstaates Maryland.

## Frühe Jahre und politischer Aufstieg
Ritchie besuchte zunächst private Schulen in seiner Heimat. Danach studierte er bis 1896 an der Johns Hopkins University. Nach einem anschließenden Jurastudium an der University of Maryland wurde er im Jahr 1898 als Rechtsanwalt zugelassen. Danach arbeitete er in einer Gemeinschaftskanzlei, ehe er zwischen 1903 und 1910 die Stadt Baltimore juristisch vertrat. Ebenfalls im Jahr 1903 gründete er zusammen mit einem Partner eine eigene Anwaltskanzlei, die er bis 1919 führte. Zwischen 1910 und 1913 vertrat er als Anwalt die Belange der Bürger gegenüber den öffentlichen Einrichtungen der Stadt Baltimore (Public Service Commission). In dieser Eigenschaft kämpfte er unter anderem für eine Senkung der Gas- und Strompreise.
Zwischen 1915 und 1919 amtierte er als Justizminister (Attorney General) des Staates Maryland. Am 4. November 1919 wurde er als Kandidat seiner Partei gegen den Republikaner Harry Nice zum neuen Gouverneur seines Staates gewählt.

## Gouverneur von Maryland
Albert Ritchie trat sein neues Amt am 14. Januar 1920 an. Nachdem er in den Jahren 1923, 1926 und 1930 jeweils wiedergewählt wurde, konnte er bis zum 9. Januar 1935 im Amt bleiben. In seiner Amtszeit wurden das Schulwesen in Maryland verbessert und die Straßen des Staates weiter ausgebaut. Der Regierungsapparat wurde neu strukturiert und ein neues Gesetz zur Regelung von Abfindungen bei Arbeitsunfällen erlassen. Ritchie war ein Gegner der Prohibition und damit auch gegen den 18. Verfassungszusatz. Ein Streik der Bergleute im Jahr 1922 konnte durch Verhandlungen und ohne Gewalt beendet werden. Gouverneur Ritchie arbeitete kaum mit der Bundesregierung unter den Präsidenten Warren G. Harding und Calvin Coolidge zusammen. Aufgrund eines Gesetzes, das die Wahltermine in Maryland verschob, wurde seine zweite Amtszeit um ein Jahr verkürzt. Der Gouverneur förderte auch die Landwirtschaft.
Seine letzten Jahre als Gouverneur waren von der großen Weltwirtschaftskrise überschattet. Als Gegenmaßnahme wurden in Maryland die Steuern gesenkt. In den Jahren 1924 und 1932 war Ritchie als demokratischer Präsidentschaftskandidat im Gespräch. 1932 lehnte er ein Angebot von Franklin D. Roosevelt ab, als Vizepräsident zu kandidieren. Im Jahr 1934 bewarb sich Ritchie erneut um seine Wiederwahl. Diesmal unterlag er aber Harry Nice. Die Gründe für seine Niederlage waren einerseits die schlechte wirtschaftliche Lage und andererseits innerparteiliche Spannungen.
Nach dem Ende seiner Amtszeit wurde er wieder als Rechtsanwalt tätig. Im Februar 1936 verstarb er überraschend in Baltimore. Er war mit Elizabeth Catherine Baker verheiratet, von der er 1916 geschieden wurde. Er hat nicht wieder geheiratet und blieb kinderlos.